# Tanja Frieden
Tanja Frieden (ur. 6 lutego 1976 w Bernie) – szwajcarska snowboardzistka, mistrzyni olimpijska.

## Kariera
W zawodach Pucharu Świata zadebiutowała 13 listopada 1997 roku w Tignes, zajmując 80. miejsce w gigancie. Pierwsze pucharowe punkty wywalczyła ponad cztery lata później, 17 listopada 2001 roku w tej samej miejscowości, kończąc rywalizację w snowcrossie na trzeciej pozycji. W zawodach tych wyprzedziły ją jedynie dwie Francuzki: Marie Laissus i Marjorie Rey. Łącznie dziesięć razy stawała na podium zawodów tego cyklu, odnosząc przy tym jedno zwycięstwo: 11 marca 2005 roku w Sierra Nevada triumfowała w snowcrossie. Najlepsze wyniki osiągnęła w sezonie 2005/2006, kiedy to zajęła 18. miejsce w klasyfikacji generalnej. Ponadto w sezonie 2006/2007 była druga w klasyfikacji snowcrossu.
Największy sukces w karierze osiągnęła w 2006 roku, kiedy na igrzyskach olimpijskich w Turynie zwyciężyła w snowcrossie. Pokonała tam Lindsey Jacobellis z USA i Kanadyjkę Dominique Maltais. Był to debiut tej konkurencji w programie olimpijskim, tym samym Frieden została pierwszą w historii mistrzynią olimpijską w snowcrossie. Był to równocześnie jej jedyny start olimpijski i jedyny medal wywalczony na międzynarodowej imprezie tej rangi. W tej samej konkurencji zajęła także piąte miejsce na mistrzostwach świata w Kreischbergu w 2003 roku oraz siódme podczas rozgrywanych cztery lata później mistrzostw świata w Arosie.
W 2006 roku została uhonorowana tytułem sportsmenki roku w Szwajcarii. Karierę zakończyła w 2010 roku po tym, jak na trzy tygodnie przez igrzyskami olimpijskimi w Vancouver zerwała oba ścięgna Achillesa.
Obecnie mieszka ze swym parterem, z którym ma syna (ur. 2016). Poprzez matkę Frieden ma norweskie pochodzenie, mówi też płynnie po norwesku.

## Osiągnięcia

### Igrzyska olimpijskie
| Miejsce | Dzień     | Rok  | Miejscowość | Konkurencja    | Zwyciężczyni |
| ------- | --------- | ---- | ----------- | -------------- | ------------ |
| 1.      | 17 lutego | 2006 | Turyn       | Snowboardcross | -            |

### Mistrzostwa świata
| Miejsce | Dzień       | Rok  | Miejscowość | Konkurencja    | Zwyciężczyni       |
| ------- | ----------- | ---- | ----------- | -------------- | ------------------ |
| 5.      | 19 stycznia | 2003 | Kreischberg | Snowboardcross | Karine Ruby        |
| 7.      | 14 stycznia | 2007 | Arosa       | Snowboardcross | Lindsey Jacobellis |

### Puchar Świata

#### Miejsca w klasyfikacji generalnej
- sezon 2001/2002: -
- sezon 2002/2003: -
- sezon 2003/2004: -
- sezon 2004/2005: -
- sezon 2005/2006: 18.
- sezon 2006/2007: 23.
- sezon 2007/2008: 41.
- sezon 2008/2009: 64.
- sezon 2009/2010: 42.

#### Miejsca na podium
1. Tignes – 17 listopada 2001 (snowcross) - 3. miejsce
2. Arosa – 16 stycznia 2004 (snowcross) - 3. miejsce
3. Arosa – 17 stycznia 2004 (snowcross) - 3. miejsce
4. Sierra Nevada – 11 marca 2005 (snowcross) - 1. miejsce
5. Arosa – 16 marca 2003 (snowcross) - 2. miejsce
6. Valle Nevado – 18 września 2005 (snowcross) - 3. miejsce
7. Lake Placid – 8 marca 2007 (snowcross) - 2. miejsce
8. Stoneham – 17 marca 2007 (snowcross) - 3. miejsce
9. Bad Gastein – 13 stycznia 2008 (snowcross) - 3. miejsce
10. Leysin – 1 lutego 2008 (snowcross) - 3. miejsce

- W sumie 1 zwycięstwo, 2 drugie i 7 trzecich miejsc.